# Список глухівчан, які загинули в російсько-українській війні (з 2014)
У статті наведено список загиблих у російсько-українській війні військових, добровольців та уродженців Глухова або тих хто проживав, навчався або служив тощо у місті та в населених пунктах колишнього Глухівського району.

## Загиблі уросійсько-українській війніз 2014
- 24 червня 2014, Приходько Олексій Олегович (нар. 1992, мешкав у м. Ромни; кавалер ордена «За мужність» III ступеня).
- 11 липня 2014, Ткаченко Олександр Григорович (нар. 06.11.1970, мешкав у м. Суми; повний кавалер ордена «За мужність»).
- 29 грудня 2014 Абрютін Сергій Миколайович (нар. 1983 у с. Ходине на Глухівщині, навчався в Глухівському СПТУ-31; кавалер ордена «За мужність» III ступеня).
- 12 лютого 2015, Комаров Олексій Миколайович (нар. 23.09.1973; поховали у м. Глухів, де живуть його батьки; лицар ордена Богдана Хмельницького III ступеня).
- 27 вересня 2015, Казіонний Андрій Федорович (нар. 28.02.1971, с. Обложки, Глухівський район), сержант. Старший оператор 138-ї радіотехнічної бригади. Помер під час несення служби у м. Краматорськ, Донецька область. Поховання: м. Сміла, Черкаська область[1].
- 6 лютого 2016, Гончаров Віталій Васильович (нар. 03.05.1978, м. Мурманськ, з 1990 р., мешкав у с. Кучерівка Глухівського району). Помер від зупинки серця. Похований в с. Кучерівка[2].
- 17 грудня 2018, Гребенюк Олексій Михайлович (1987 закінчив Глухівське СПТУ-15; кавалер ордена «За мужність» III ступеня).
- 13 квітня 2020, Лазаревич Олексій Миколайович (нар. 26.03.1965; уродженець Глухова, технік 1-ї мінометної батареї 16 ОМПБ 58 ОМПБр. Похований у Глухові на Усівському кладовищі).

## Загиблі під час повномасштабного вторгнення з 2022 року

### 2022
- 24 лютого, неподалік Глухова, Герой України Несольоний Михайло Михайлович (нар. 08.06.1988 у Харківській області).
- 24 лютого, неподалік Глухова, Герой України Івашко Андрій Олександрович (нар. 1980 у Кролевці).
- 24 лютого, неподалік Харкова, Громадський Олег В'ячеславович (очолював 16-й окремий мотопіхотний батальйон «Полтава» протягом 2015—2017 років, з 2016 року в Глухові)).

1. 24 лютого, в Сумах, Багута Андрій (нар. 27.12.1989 у Глухові, навчався у Глухівський школі № 3), український військовослужбовець, учасник АТО/ООС. Смертельно поранений 24.02.2022 у бою біля Державного ліцею-інтернату «Кадетський корпус»[3][4].
2. 24 лютого, поблизу м. Щастя Луганської області, Чалий Віталій Володимирович (нар. 23.03.1976 у Глухові). Кавалер ордена «За мужність» III ступеня (2022)[5]. Перепохований 30 березня 2023 року в м. Глухів.
3. 24 лютого, неподалік Есмані, Гречаник Олексій Михайлович, рядовий служби цивільного захисту Державної служби України з надзвичайних ситуацій; кавалер ордена «За мужність» III ступеня. (2022)[6].
4. 25 лютого, біля Олешків Херсонської області, Свіргун Ольга Анатоліївна (нар. 19.01.1988 у Глухові). Кавалерка ордена «За мужність» III ступеня (2022)[7].
5. 25 лютого, поблизу м. Щастя Луганської області (ДПСУ, потрапив у полон), Рябко Андрій Кирилович (нар. 04.01.2000 у Глухові)[8].
6. 7 березня, під Києвом, Бережний (Бережной) Віталій Дмитрович (нар. 02.04.2001 у Глухові; кавалер ордена «За мужність» III ступеня (2022)[9].
7. 9 березня, біля села Лукашівка Чернігівської області, Подставка Євгеній Іванович (нар. 05.03.1984 у с. Полошки Глухівського району). Кавалер ордена «За мужність» III ступеня. (2022)[10].
8. 9 березня, біля села Лукашівка Чернігівської області, Приходько Максим Анатолійович (нар. 13.06.1983, мешканець с. Некрасове Глухівського району)[11]; кавалер ордена «За мужність» III ступеня (2024)[12].
9. 9 березня, в с. Лукашівка Чернігівської області, Назаров Вадим Анатолійович (нар. 20.05.1998; мешканець м. Глухова) — з 2021 р. розвідник розвідувального взводу 16 ОМпБ 58 ОМпБ імені Івана Виговського в складі в/ч А4590, в/ч А1376[13][14][15][16][17][18], кавалер ордена «За мужність» III ступеня (2022)[19].
10. 12 березня, біля села Грабівка Чернігівської області, Максимович Олександр Володимирович (нар. 07.04.1978 у Глухові). Кавалер ордена «За мужність» III ступеня.
11. 13 березня, поблизу м. Щастя Луганської області, Абрамчук Віталій Васильович (нар. 12.05.1983 у Глухові; кавалер ордена «За мужність» III ступеня).
12. 18 березня, під Києвом, Короткий Анатолій Михайлович (нар. 18.03.1968 у с. Обложки Глухівського району; кавалер ордена «За мужність» III ступеня).
13. 21 березня, під Черніговом, Вашук Олександр Миколайович (нар. 21.12.1980 у Глухові); кавалер ордена «За мужність» III ступеня).
14. 1 квітня, під Черніговом, Ковальчук Євген Володимирович (нар. 06.09.1992 у Глухові; кавалер ордена «За мужність» III ступеня).
15. 25 квітня, на Харківщині, Дорошенко Віталій Миколайович (нар. 09.02.1992 у с. Обложки Глухівського району; кавалер ордена «За мужність» III ступеня).
16. 5 травня, під Попасною на Луганщині, Максимов Микола Валерійович (нар. 18.07.1987 у Глухові; кавалер ордена «За мужність» III ступеня.
17. 10 травня 2022, Ступаченко Олександр Олександрович (нар. 14.02.1986 у Глухові; «Скорпіон»). Похований 18.05.2022 на Вознесенському кладовищі м. Глухова. Кавалер ордена «За мужність» III ступеня (2024), медаль «Захиснику Вітчизни» (2022)). На його честь у м. Глухів перейменовано вул. Ковпака (з 1 січня 2025).
18. 10 травня, у боях за Лисичанський нафтопереробний завод на Луганщині, Єременко Володимир Олексійович (нар. 30.08.1962 с. Кучерівка Глухівського району; «ДЄД») — механік-водій 16-ї механізованої роти 58 ОМБ. Кавалер ордена «За мужність» III ступеня (2024)[20]. Похований на Новогребельському кладовищі м. Глухова.
19. 11 травня, Федько Богдан Олександрович (нар. 26.12.1996; закінчив Глухівський медичний фаховий коледж, проживав у с. Береза, похований у с. Хмелів на Роменщині; кавалер ордена «За мужність» III ступеня).
20. 16 травня, біля с. Студенок, Поповченко Олександр Володимирович (нар. 03.01.1978 у Глухові; «Мура»; кавалер ордена «За мужність» III ступеня).
21. 1 червня, Сердюк Олександр Олександрович (нар. 04.05.1981 у Глухові; "Підполковник"; загинув поблизу с. Покровське Бахмутського району; кавалер ордена «За мужність» III ступеня (2023)).
22. 2 червня, Тищенко Ігор Володимирович (нар. 17.10.1998 с. Дунаєць Глухівського району; "Гарік"; лицар ордена Богдана Хмельницького III ступеня (2023)).
23. 15 червня, поблизу Глухова, Русінов Максим Миколайович (нар. 1990 у м. Старокостянтинів Хмельницької області). Під час бойового завдання отримав осколкове поранення внаслідок ворожого обстрілу; лицар ордена Богдана Хмельницького III ступеня)[21].
24. 30 липня, на околицях міста Бахмут Донецької області, Щербаков Денис Сергійович (нар. 07.10.1996 у Глухові; кавалер ордена «За мужність» III ступеня)[22].
25. 6 серпня 2022, поблизу м. Бахмут Донецької області Демченко Олександр Іванович (нар. 10.01.1987 у с. Сваркове Глухівського району), похований 9 вересня 2022 року в с. Сваркове.
26. 7 серпня, у м. Бахмут Донецької області Авраменко Юрій Олександрович (нар. 24.01.1993 у с. Білокопитове Глухівського району).
27. 8 серпня, поблизу м. Бахмут Донецької області Жуль Олександр Володимирович (нар. 30.11.2000 у с. Чернево Глухівського району)[23].
28. 29 серпня, у Запорізькій області, Антоненко Сергій Миколайович («Прапор»; нар. 20.12.1988 у Глухові).
29. 14 вересня, біля с. Кленове Донецької області, Шалуханов Михайло Ілліч (нар. 03.04.1972 у Глухові).
30. 25 вересня, біля м. Красногорівка Донецької області, Манжос Андрій Миколайович (нар. 16.10.1976 у Шостці, сини Ярослав та Максим); кавалер ордена «За мужність» III ступеня)[24].
31. 29 вересня, біля смт Ямпіль Донецької області, Білевич Ігор Володимирович (нар. 04.10.1971 у Шостці, проживав у Глухові).
32. 1 жовтня, на Херсонському напрямку, Костюченко Олександр Петрович (нар. 09.02.1984 у с. Слоут Глухівського району, похований 3 серпня 2023).
33. 10 жовтня, на Харківщині, Сидоренко Володимир Євгенович (нар. 05.03.1977 в с. Уздиця Глухівського району; кавалер ордена «За мужність» III ступеня (2023)[25].
34. 6 листопада, поблизу м. Бахмут Донецької області, Васильченко Олександр Миколайович (нар. 30.01.1978 у Глухові).
35. 9 листопада, поблизу м. Бахмут Донецької області, Шалбаєв Сергій Жаксиликович (нар. 14.05.1969 в с. Уздиця Глухівського району).
36. 13 листопада, поблизу м. Бахмут Донецької області, Мітін Юрій Олександрович (нар. 05.07.1985 у Глухові), старший сержант стрілецького батальйону 58Омб, сини Дмитро та Єгор.

### 2023
1. 5 січня, у результаті нещасного випадку в пункті тимчасової дислокації свого підрозділу, Грудінін Дмитро Миколайович (нар. 09.11.1989 у Глухові).
2. 8 січня, навчальний полігон на Чернігівщині, Кириченко Павло Олександрович (нар. 07.12.1996 у Глухові).
3. 8 січня, біля Мар'їнки Донецької область, Литвиненко Олег Ігорович (нар. 1998 у с. Чернево Глухівського району, медаль «За військову службу Україні» (2023)).
4. 18 січня, поблизу с. Водяне Донецької області, Заярний Анатолій Володимирович («Захар»; нар. 13.01.1987 у с. Усок Ямпільського району, похований у м. Глухів).
5. 22 січня, поблизу с. Новоселівка Друга Покровського району Донецької області, Веретьонник Ігор Олексійович (нар. 06.03.2001 у с. Слоут Глухівського району)[26][27].
6. 27 січня, поблизу с. Іванівське Бахмутської міської громади Донецької області, Нечипоренко Максим Олександрович (нар. 06.07.1996 у м. Глухів; кавалер ордена «За мужність» III ступеня (2023)[28], медаль «Захиснику Вітчизни»[29]).
7. 6 лютого, помер у Бердичівській міській лікарні, Юрченко Володимир Вікторович (нар. 1987 у смт Шалигине Глухівського району).
8. 25 лютого, під Вугледаром на Донеччині Лебедєв Олександр Віталійович (нар. 20.04.1977 у Глухові; кавалер ордена «За мужність» III ступеня).
9. 14 березня, поблизу с. Кузьмине на Луганщині Коваленко Юрій Олександрович (нар. 22.03.1966 у с. Некрасове Глухівського району; кавалер ордена «За мужність» III ступеня).
10. 30 березня, поблизу м. Кремінної на Луганщині Лавренченко Олег Володимирович (нар. 02.03.1997, похований у с. Слоуті); кавалер ордена «За мужність» III ступеня.
11. 4 квітня, на Чернігівщині, Жук Олександр Віталійович (нар. 30.08.1983 у с. Глухові, похований у с. Будищі; кавалер ордена «За мужність» III ступеня)[30][31].
12. 4 квітня, на Чернігівщині, Ющенко Катерина Юріївна (нар. 23.10.1997 на Луганщині; кавалерка ордена «За мужність» III ступеня)[32][33].
13. 21 травня, помер у шпиталі, Гладушка Роман Миколайович (нар. 16.06.1981 в с. Успенка на Буринщині, похований у Глухові).
14. 22 травня, поблизу с. Іванівське під Бахмутом Донецької області, Приймачок Юрій Петрович («Сокіл»; нар. 04.04.1988 в с. Уздиця Глухівського району, випускник Глухівського національного педагогічного університету імені Олександра Довженка); кавалер ордена «За мужність» III ступеня.
15. 22 травня, поблизу смт Велика Писарівка, Терещенко Віталій Вікторович (нар. 01.03.1989 у м. Глухів; «Терьоха», похований 14 червня 2023 на Ново-Центральному Баранівському кладовищі у м. Суми; кавалер ордена «За мужність» III ступеня).
16. 26 травня, поблизу м. Куп'янська на Харківщині, Рознятовський Олександр Володимирович (нар. 13.02.1987 у м. Гурьєв Казахської РСР, проживав у м. Білопілля; «Розя»), випускник Глухівського національного педагогічного університету імені Олександра Довженка (2009)); похований на Усівському кладовищі м. Глухова; кавалер ордена «За мужність» III ступеня[24].
17. 31 травня, помер від серцевого нападу, Стрельцов Анатолій Володимирович (нар. 19.12.1970 у м. Глухів).
18. 4 червня, поблизу с. Новоочеретувате Комарської сільської громади Волноваського району Донецької області, Приймачок Олександр Петрович (нар. 01.12.1978 в с. Кременець на Волині, проживав у с. Уздиця, похований 14 червня 2023 у с. Дунаєць, дружина, 4 дітей, онук).
19. 6 червня, поблизу с. Новосілка Донецької області, Скіпа Павло Олександрович (нар. 04.12.1986 в с. Кісточківка Нижньогірського району у Криму, проживав у с. Слоут, похований 17 червня 2023 у с. Слоут); кавалер ордена «За мужність» III ступеня.
20. 11 червня, поблизу м. Бахмут Донецької області, Тюльпа Ігор Володимирович (нар. 10.04.1990 у с. Привілля Глухівського району; кавалер ордена «За мужність» III ступеня)[24].
21. 23 червня, поблизу селища Кармазинівка Сватівського району Луганської області, Крушельницький Володимир Романович; "Адвокат" (нар. 29.12.1986), військовослужбовець 58 ОМБ (з 2016 року, мешкав у Глухові, похований у рідному с. Тищенки Шишацької громади на Полтавщині)[34][35].
22. 5 липня, у Луганській області, Єрмоленко Олександр Павлович (нар. 15.02.1992 у м. Глухів); кавалер ордена «За мужність» III ступеня[36].
23. 7 липня, на Авдіївському напрямку, Зеніков Сергій Леонідович (нар. 14.07.1981 у м. Глухів, похований у с. Некрасове); кавалер ордена «За мужність» III ступеня.
24. 12 липня, с. Приютне Пологівського району Запорізької обл., Осіпкін Максим Євгенійович (нар. 26.08.1986 у с. Лукашеве Запорізького району Запорізької обл., проживав у с. Землянка на Глухівщині; похований 19 липня 2023 у рідному селі).
25. 12 липня, загинув поблизу с. Кузьмине у Кремінській міській громаді на Луганщині під час ворожого обстрілу, Сергієнко Сергій Володимирович ("Змій"; нар. 23 січня 1992, с. Некрасове Глухівського району). Похований 18 травня 2024 року на Веригинському кладовищі м. Глухова. Кавалер ордена «За мужність» III ступеня.
26. 17 липня, біля с. Ковалівка Сватівського району Луганської обл. на Куп'янському напрямку, Кривенко Іван Іванович (нар. 05.07.1987 у с. Студенок Глухівського району); інспектор прикордонної служби вищої категорії - начальник 2-го кулеметного відділення першої прикордонної застави першого відділу прикордонної служби приуордонної комендатури швидкого реагування 5-го прикордонного загону ДПСУ, штабс-сержант, кавалер ордена «За мужність» III ступеня). Похований на Веригинському кладовищі м. Глухова.
27. 18 липня, поблизу с. Рівнопіль Хлібодарівської сільської громади Волноваського району Донецької області, Хиро Володимир Юрійович (нар. 28.06.1972 у м. Глухів).
28. 22 липня, біля с. Роботине у Токмацькій міській громаді Пологівського району Запорізької області Бадулін Дмитрій Олександрович (нар. 28 листопада 1988, житель смт Есмань), поховали 12 січня 2023 на кладовищі Лісове м. Києва[37].
29. 23 липня, поблизу с. Серебрянка Бахмутської міської громади на Донеччині Руденко Олексій Вікторович ("Змій"; нар. 26 вересня 1984, с. Первомайське (нині - Янівка) Глухівського району) - солдат, стрілець-снайреп 2-го механізованого взводу 9-ї механізованої роти 3-го механізованого батальйонув/ч А0693; проживав у м. Глухів, похований 8 вересня 2024 року на Вознесенському кладовищі м. Глухова).
30. 29 липня, біля с. Роботине у Токмацькій міській громаді Пологівського району Запорізької області Бондаренко Данило Олександрович (нар. 7 грудня 1990), поховали 18 вересня 2023 на Веригинському кладовищі Глухова[38][39].
31. 30 липня, у Харківській обласній лікарні, Коробов Ігор Степанович (нар. 19.03.1964 у сел. Червоне Глухівського району (з 2020 року, Есмань Шосткинського району), проживав у м. Кролевець, похований у Глухові).
32. 19 серпня, поблизу с. Петропавлівка Куп'янського району Харківської області, Міщенко Микола Васильович (нар. 05.10.1971, с. Перемога Глухівського району (з 2020 р. — у складі Глухівської міської громади), похований 6 лютого 2025 у с. Перемога).
33. 25 серпня, у Глухові (помер від серцевої недостатності перебуваючи у відпустці), Веллер Федір (нар. 1989 у м. Глухів, проживав у с. Шевченкове, похований на Усівському кладовищі Глухова)[40][41].
  - 25 серпня, на між селами Мишутине Конотопського району та Ходине на Глухівщині внаслідок мінометного обстрілу загинуло четверо військовиків 101-ї окремої бригади територіальної оборони:
    - Бровчук Микола Степанович (нар. 14.07.1976 в с. Чорні Тиса), проживав у с. Кваси Ясінянської територіальної громади на Закарпатті[42][43].
    - Матвійчук Олександр Олександрович (нар. 1998) з с. Заболоття Вараського району на Рівненщині
    - Марчук Олександр Сергійович (нар. 1991) з Вараша
    - Касянчик Ігор Олександрович (нар. 1994) з Вараша[44][45]
34. 6 вересня, у Баничах (помер перебуваючи у відпустці), Іваницький Олександр Григорович (нар. 05.11.1978 у с. Баничі на Глухівщині, похований у рідному селі)[46][47].
35. 10 вересня, на околицях міста Бахмут Донецької області, Аносов Ігор Анатолійович (нар. 06.09.1975)[48].
36. 14 вересня, поблизу с. Вербове у Пологівській міській громаді Пологівського району Запорізької області, Зюкін Олександр Олексійович (нар. 3 червня 1995 у с. Заруцьке Глухівського району)[49][50].
37. 25 вересня, під Вугледаром у Волноваському районі Донецької області, Шекера Остап Олегович (нар. 23 липня 1973 у м. Глухів, похований 22 грудня 2023 у Глухові; кавалер ордена «За мужність» III ступеня)[51][52].
38. 5 жовтня, поблизу сел. Новодонецьке Краматорського району Донецької області, Дрогальчук Віталій Васильович (нар. 23 травня 1981 у с. Князівка Путивльського району, проживав та похований 14 жовтня 2023 року в с. Некрасове)[53].
39. 5 жовтня, на Донеччині, Моргунов Олександр Іванович (нар. 12.12.1992 у с. Сопич Глухівського району, похований 15 жовтня 2023 року в рідному селі)[54].
40. 19 жовтня, поблизу села Першотравневе Куп'янського району Харківської області Сидоренко Руслан Петрович (нар. 26.05.1977, м. Глухів), закінчив ЗОШ № 2, проживав у м. Суми. Похований 25 жовтня 2023 на Алеї Слави Ново–Баранівського кладовища м. Суми[55][56].
41. 21 жовтня, біля м. Авдіївки Донецької області, Матвієнко Олександр Петрович (нар. 29.10.1970, с. Уздиця), похований 13 лютого 2025 на кладовищі с. Уздиця, Шосткинського району.
42. 24 жовтня, на Запоріжжі, Мартиненко Юрій Миколайович (нар. 23 вересня 2001, с. Баничі на Глухівщині, похований в рідному селі 3 листопада 2023)[57][58].
43. 24 жовтня, у Куп'янському районі на Харківщині, Зіятдінов Андрій Ваітович (нар. 7 грудня 1983, м. Глухів, проживав у с. Сліпород[59][60], похований 2 листопада 2023 року в с. Горіле на Глухівщині)[61].
44. 29 жовтня, на Сумщині (в боях на кордоні), Кудряшов Максим Миколайович (нар. 11 лютого 1996, с. Первомайське Березівської громади на Глухівщині, похований 31 жовтня 2023 року в смт Ямпіль, де проживав)[62][63][64].
45. 3 листопада, поблизу с. Іванівське Бахмутського району, Курятник Віталій Володимирович (нар. 18 березня 1985, м. Глухів; поховали 7 грудня 2023 року в Глухові)[65][66].
46. 21 листопада, Смик Олександр Вікторович (нар. 20 лютого 2000 у с. Уланове Есманьської громади, поховали у с. Полошки Глухівської громади, куди переїхала родина)[67][68], кавалер ордена «За мужність» III ступеня (2024)[69].
47. 21 листопада, поблизу с. Іллінка Покровського району Донецької області, Приходцов Олександр Миколайович (нар. 26 лютого 1984, с. Будищі Глухівського району, проживав з родиною в с. Коршачина, згодом, с. Веселе Конотопського району)[70]
48. 23 листопада, біля с. Діброва Сєвєродонецького району на Луганщині, Загута Юрій Григорович (нар. 1 лютого 1991, у Глухові; кавалер ордена «За мужність» III ступеня)[71][72].
49. 28 листопада, помер, Громак Василь Миколайович (нар. 6 квітня 1973, у с. Уздиця Глухівського району, проживав у с. Баничі)[73].
50. 29 листопада, під Вугледаром на Донеччині, Волк Андрій Васильович (нар. 10 березня 1975, у Глухові)[74].
51. 6 грудня, на Донеччині, Бірюк Володимир Миколайович (нар. 30 червня 1972, у Глухові, поховали 19 жовтня 2024).
52. 7 грудня, на Херсонщині, Мозоль Олександр Володимирович (нар. 7 жовтня 1977, у Глухові, поховали 30 січня 2025 у м. Глухів).
53. 13 грудня, поблизу с. Вільшана Куп'янського району Харківської області, Здебський Олександр Олександрович (нар. 2 липня 2004, с. Баничі Глухівського району)[75], кавалер ордена «За мужність» III ступеня (2024)[76].
54. 15 грудня, на Донеччині, Тур Ігор Олегович (нар. 25 жовтня 2004, с. Слоут Глухівського району)[77].
55. 21 грудня, на Донеччині, Кабаєв Микола Володимирович (нар. 11 березня 1988, у Глухові)[78].
56. 28 грудня, в Авдіївці, Блохін Сергій Олександрович (нар. 13 серпня 1992, у Глухові, поховали 26 лютого 2024); кавалер ордена «За мужність» III ступеня[79].

### 2024
1. 2 січня, унаслідок серцево-легеневої недостатності, Пархоменко Андрій Олександрович (нар. 16 червня 1980)[80][81].
2. 20 січня, помер під час відпустки вдома Козел Микола Миколайович (нар. 30 листопада 1974, с. Перемога Глухівського району, поховали 24 січня 2024 в Перемозі)[82].
3. 30 січня, помер унаслідок гострої серцево-судинної недостатності у навчальному центрі Бабій Іван Васильович (нар. 9 жовтня 1978, проживав у с. Шевченкове, поховали 6 лютого 2024 в Шевченковому[83].
4. 30 січня, Картавий Олександр Григорович (нар. 22 лютого 1979, проживав на території Есманьської селищної громади)[84].
5. 31 січня, поблизу с. Синьківка Куп'янського району Харківської області, Фещенко Василь Миколайович (нар. 22 січня 1986, проживав у с. Есмань, похований 6 лютого 2024 в с. Есмань)[84][85].
6. 1 лютого, на Покровському напрямку, Ярмак Валерій Єгорович (нар. 12 січня 1976, с. Пустогород Глухівського району (з 2020 р. у складі Есманської селищної громади). Похований 8 серпня 2025, в селищі Ворзель на Київщині).
7. 6 лютого, поблизу м. Авдіївка Донецької області, Понирко Володимир Миколайович (нар. 9 березня 1975, с. Кривенкове Глухівського району, похований 12 лютого, в с. Береза)[86].
8. 26 лютого, на Лиманському напрямку, Дудкін Олексій Олександрович (нар. 4 квітня 1984, смт Шалигине Глухівського району, мешкав у м. Малин на Житомирщині, поховають на Житомирщині)[87].
9. 27 лютого, на Куп'янському напрямку, Лисенко Анатолій Анатолійович (нар. 19 жовтня 1975, с. Катеринівка Глухівського району, закінчив 9 класів Соснівської середньої школи, похований 28 березня 2024 в с. Шостка)[88].
10. 1 березня, у Глухові внаслідок авіаудару загинули військові групи розвідки штабу загону спеціального призначення військової частини А6175:
  - капітан Ілля Олександрович Пичоха (2000—2024), з Волині[89];
  - Назар Остапович Соколовський (1989—2024) з Тернопільщини[90].
  - молодший лейтенант Сергій Ростиславович Тришкалюк (1993—2024) з Тернополя[91][92].
11. 6 березня, поблизу с. Роздолівка Бахмутського району на Донеччині, Шишка Юрій Миколайович (нар. 9 червня 1969, с. Привілля Глухівського району, похований 16 березня 2024 у с. Привілля Глухівської міської громади)[93][94].
12. 7 березня, поблизу с. Синьківка Куп'янського району Харківської області, Лисенко Сергій Володимирович (нар. 7 січня 1975, с. Шевченкове Глухівського району, похований 14 березня 2024 в с. Шевченкове)[95][96].
13. 10 березня, поблизу с. Роздолівка Бахмутського району на Донеччині, Мозговий Андрій Леонідович (нар. 15 січня 1984, м. Глухів)[97].
14. 12 березня, поблизу с. Тоненьке Покровського району на Донеччині, Кочубей Іван Павлович (нар. 23 червня 1989, м. Глухів) закінчив ЗОШ № 3, потім навчався у Глухівському університеті. Працював в торгівлі. Служив старшим сержантом противотанкового взводу. Кавалер ордена «За мужність» III ступеня (2024)[98].
15. 25 березня, вдома, у Глухові, де був на реабілітації, Васьков Андрій Вікторович (нар. 9 серпня 1980, м. Глухів).
16. 25 березня, поблизу с. Курдюмівка Донецької області, Воронін Віктор Миколайович (нар. 12 вересня 1966, м. Глухів, проживав у сел. Вороніж та с. Собичеве; похований 22 травня 2024)[99].
17. 5 квітня, у м. Харків, Куприк Микола Миколайович (нар. 5 березня 1991, м. Глухів[100], похований 9 квітня 2024 у Глухові).
18. 22 квітня, помер Семерня Анатолій Петрович (нар. 5 грудня 1975, с. Полошки Глухівського району.
19. 29 квітня, загинув на Запорізькому напрямку Редун Ігор Валерійович (нар. 13 травня 1992, м. Глухів).
20. 8 травня, загинув в Сєвєродонецькому районі Луганської області, Ляшенко Ігор Геннадійович (нар. 19 лютого 1989, с. Перемога Глухівського району, похований 15 травня 2024 в с. Перемога). Кавалер ордена «За мужність» III ступеня (25.06.2024).
21. 8 травня, загинув в районі Авдіївки Донецької області, Мазепа Олександр Миколайович (нар. 12 травня 1983, сел. Вороніж Шосткинської громади, проживав у с. Береза Глухівського району; похований 22 травня 2024 у с. Береза)[101].
22. 14 травня, загинув на Харківському напрямку, Тищенко Олег Олександрович (нар. 30 жовтня 1977, с. Уздиця Глухівського району, похований 18 травня 2024 в с. Уздиця).
23. 15 травня, поблизу Вугледара Донецької області, Рогоза Віталій Володимирович (нар. 9 лютого 1974, с. Баничі Глухівського району, похований 21 травня 2024 в с. Баничі).
24. 23 травня, на Харківщині, Бородаченко Михайло Сергійович (нар. 23 жовтня 1996, Харківської обл., проживав у с. Іващенкове)[102].
25. 8 червня, зупинилося серце, Баглаєв Олександр Євгенович (нар. 28 квітня 1989, м. Глухів, проживав у м. Шостка, похований 12 червня 2024 у м. Шостка[103].
26. 13 червня, на Харківщині, Абдуллаєв Рафаель Ілгамович ("Раф"; нар. 29 травня 1985, м. Глухів, проживав у м. Ніжин на Чернігівщині; Похований 16 червня 2024 на Веригинському кладовищі Глухова).
27. 18 липня, польовий госпіталь  у селищі Борова Ізюмського району на Харківщині піяли поранення 17 липня біля с. М'ясожарівка Луганської області на Куп'янському напрямку, Следюк Сергій Володимирович (нар. 18 липня 1982, м. Глухів, проживав у м. Київ; похований на Веригінському кладовищі у Глухові 25 липня 2024)[104][105], кавалер ордена «За мужність» III ступеня (11.11.2024).
28. 24 липня, поблизу с. Північне Бахмутського району Донецької області, Ананьєв Сергій Олександрович (нар. 4 серпня 1983, м. Глухів; похований у Глухові 2 серпня 2024), кавалер ордена «За мужність» III ступеня (2024, посмертно)[106].
29. 29 липня, поблизу м. Вовчанськ Чугуївського району Харківської обл., Дроздов Віктор Миколайович (нар. 24 березня 1975, с. Первомайське Глухівського району (з 2024 р. — Янівка, з 2016 р. — Березівської сільської ради), стрілець-снайпер аеромобільного відділення аеромобільного взводу 4 аеромобільної роти аеромобільного батальйону. Поховали 29 жовтня 2024 в м. Коростень на Житомирщині, куди переїхала родина.
30. 1 серпня, під Вовчанськом на Харківщині, Федоренко Ігор Ігорович (позивний «Арктика»; нар. 24 жовтня 1995, м. Глухів), капітан, командир роти 501-го окремого батальйону морської піхоти 36-ї окремої бригади морської піхоти імені контр-адмірала Михайла Білинського; Лицар ордена Богдана Хмельницького III ступеня (2025)[107].
31. 13 серпня, Ребенок Андрій Вікторович (нар. 17 квітня 1995, смт. Есмань Глухівського району; похований 21 серпня 2024 у м. Суми)[108].
32. 20 серпня, поблизу с. Семенівка Глухівської міської громади у ДТП, Костюченко Євген Віталійович (нар. 21 квітня 1990, с. Баничі Глухівського району, похований 23 серпня 2024 в с. Баничі).
33. 24 серпня, Маруна Олександр Олександрович нар. 6 травня 1992, м. Глухів, проживав у м. Волочиськ Хмельницької обл.).
34. 31 серпня, Рябцев Дмитро Анатолійович нар. 29 грудня 1982, м. Глухів, похований 7 вересня 2024 року на Веригинському кладовищі Глухова).
35. 6 вересня, на Донецькому напрямку, Марчук Олександр Федорович нар. 21 червня 1973, м. Глухів.
36. 10 вересня, Овчинніков Микола Вадимович нар. 18 лютого 1993, м. Глухів.
37. 14 вересня, на Харківському напрямку, Корнієнко Петро Сергійович нар. 20 липня 2000, сел. Червоне (нині — Есмань) Глухівського району. Поховали у м. Харків.
38. 15 вересня, помер під час відпустки вдома Павленко Федір Михайлович (нар. 30 вересня 1986, м. Запоріжжя; проживав у с. Перемога Глухівського району, поховали 20 вересня 2024 в Перемозі).
39. 17 вересня, Білий Андрій Володимирович нар. 17 квітня 1996, с. Полошки Глухівського район; поховали 6 листопада 2024, с. Полошки.
40. 18 вересня, поблизу м. Вугледар Волноваського району Донецької області, Давиденко Ігор Сергійович нар. 6 червня 1989, с. Вільна Слобода Глухівського район (з 2020 р. у складі Есманської селищної громади). Похований 5 березня 2025 року.
41. 10 жовтня, Новіков Дмитро Дмитрович нар. 2 квітня 1994 року, с. Кореньок, навчався у Суходільському НВК, військовослужбовець Державної прикордонної служби України.
42. 21 жовтня, Усманов Євген Вікторович нар. 27 травня 1983 року, с. Горіле Глухівського району (з 2016 р. — Березівської ОТГ), військовослужбовець ЗСУ.
43. 23 жовтня, помер унаслідок хвороби, отриманої під час війни, Косолап В'ячеслав Олексійович нар. 15 березня 1976, м. Глухів.
44. 23 жовтня, загинув, отримавши поранення не сумісне з життям на Курському напрямку, Гурінов Олександр Вікторович, нар. 3 березня 1998, м. Глухів, проживав у м. Бурині, після смерті матері 2005 р., похований 30 жовтня 2024 року в м. Буринь.
45. 6 листопада, Марусич Андрій Миколайович, нар. 11 грудня 1983, м. Носівка Чернігівської області, проживав у м. Глухів. Похований 10 липня 2025 у рідному місті.
46. 10 листопада, Куропатенко Андрій Олегович, нар. 23 жовтня 1987, Глухів, закінчив Глухівський НПУ, працював у кременчуцькій кондитерській компанії «Лукас»; Поховали 13 листопада 2024 у м. Глухів.
47. 11 листопада, біля с. Кучерівка внаслідок атаки ДРГ на бойовий автомобіль, Горобенко Олександр Миколайович, нар. 13 вересня 1986, м. Малин, Житомирська обл., проживав у с. Чудин Радомишльської громади, командир кулеметного взводу, лейтенант.
48. 14 листопада, на Бахмутському напрямку, Сліпушко Микола Юрійович, нар. 19 грудня 1979, Глухів; Поховали 20 листопада 2024 у м. Суми.
49. 26 листопада, м. Суми, внаслідок нанесення ракетного удару по місцю розташування особового складу ДПСУ, Плахов Олександр Валерійович нар. 13 січня 1993, с. Первомайське (з 2024 р. — Янівка), випускник професійно-педагогічного коледжу Глухівського національного педагогічного університету.
50. 18 грудня, Москальов Станіслав Петрович, нар. 24 січня 1983, с. Вікторове Глухівського району (з 2020 року — в складі Глухівської міської громади Шосткинського району). Похований 20 грудня 2024 в с. Вікторове.
51. 21 грудня, на Курському напрямку, Власов Микола Васильович, нар. 21 вересня 1982. Похований 2 січня 2025 р. у селищі Шалигиному.

### 2025
1. 9 січня, Балаж Віталій Аттілович, нар. 9 серпня 1997, с. Некрасове Глухівського району (з 2020 року — в складі Глухівської міської громади Шосткинського району). Похований 20 січня 2025 в с. Некрасове.
2. 30 січня, помер перебуваючи на території тимчасового пункту дислокації в/ч А472, Полторак Олександр Михайлович, нар. 15 січня 1965, с. Уланове Глухівського району (з 2020 року — в складі Есманської міської громади Шосткинського району). Похований 2 лютого 2025 в с. Слобода Обуховського району Київської області.
3. 12 лютого, поблизу сел. Роздольне Волноваського Донецької області, Кучерявий Віктор Миколайович, нар. 12 березня 1978, с. Фотовиж Глухівського району (з 2020 року — в складі Есманської міської громади Шосткинського району). У 1999—2015 рр. мешкав на Роменщині, потім у с. Фотовиж. Похований 20 лютого 2025 в м. Ромни Сумської області.
4. 28 лютого, помер внаслідок поранення, Соколов Руслан Вячеславович, нар. 7 вересня 1980, м. Глухів. Нагороджений Почесним знаком Головнокомандувача Збройних Сил України «Хрест хоробрих» та пам'ятним знаком «Хрест доблесті». Похований 5 березня 2025 у м. Глухові.
5. 1 березня, на території Юнаківської громади Сумської області, Степаненко Олександр Миколайович, нар. 6 квітня 1994, с. Корєньок Глухівського району (з 2020 року — в складі Есманської міської громади Шосткинського району). До 2011 р. мешкав з батьками у с. Уланове, а з 2013 р. — у м. Білопілля. Похований 5 березня 2025 у м. Білопілля.
6. 19 березня, Артамонов Олександр Миколайович («Арчі»; нар. 28 травня 1980, м. Глухів. Похований 30 березня 2025 в м. Глухів.
7. 20 березня, біля с. Новоданилівка Запорізької обл., Неговоренко Василь Юрійович, нар. 14 січня 2000, с. Баничі Глухівського району (з 2020 року — в складі Глухівської міської громади Шосткинського району). Похований 27 березня 2025 в с. Баничі.
8. 4 квітня, на Сумщині, Шкурко Олександр Миколайович (нар. 12 березня 1980, м. Глухів). Похований 6 квітня 2025 року в Глухові.
9. 9 квітня, на Куп'янському напрямку Харківської області, Новиков Олександр Миколайович (нар. 28 серпня 1986, с. Кореньок Суходільської сільської ради Глухівського району). Похований 11 квітня 2025.
  - 14 квітня, в бою поблизу с. Соснівка Шосткинського району, Іван Євгенович Скоблей (нар. 4 листопада 1965, с. Гребля в Зарічанській сільській громаді Хустського району Закарпатської області), головний сержант, стрілець — помічник гранатометника стрілецького відділення стрілецького взводу стрілецької роти військової частини А7124. Похований 16 квітня 2025 у рідному селі.
10. 9 травня, біля с. Зелене поле на Донеччині, Козіонний Микола Григорович (нар. 15 травня 1974, с. Обложки Глухівського району, з 2016 р. — Березівської сільської ради). Похований 16 травня 2025.
11. 10 травня, Коловоротний Ігор Миколайович (нар. 15 липня 1997, м. Глухів) — бойовий медик. Похований 17 травня 2025 року в Глухові.
12. 11 травня, біля с. Зелений Гай на Ізюмщині, Капорін Юрій Олександрович (нар. 20 червня 2002, м. Глухів) — військовослужбовець ЗСУ. Похований 22 травня 2025 року в Глухові.
13. 22 травня, Куліш Дмитро Олександрович, нар. 23 серпня 2001, с. Некрасове Глухівського району (з 2020 року — в складі Глухівської міської громади Шосткинського району) — лейтенант ЗСУ, командир зенітно-ракетного артилерійського взводу роти вогневої підтримки. Похований 24 травня 2025 в с. Некрасове.
14. 24 травня, Ядута Андрій Віталійович, нар. 31 жовтня 1974, м. Глухів) — військовослужбовець ЗСУ. Похований 27 травня 2025 в м. Суми.
15. 2 червня, поблизу с. Степове Запорізької обл., Бабич Василь Іванович (нар. 19 вересня 1981, с. Студенок Глухівського району (з 2020 року — в складі Есманської міської громади Шосткинського району) — військовослужбовець ЗСУ. Похований 20 липня 2025 року.
16. 7 червня, Кльопов Володимир Вікторович,  21 березня 1983, м. Глухів) — військовослужбовець ЗСУ. Похований 13 червня 2025 у Глухові.
17. 10 липня, с. Степове Запорізької обл., Ломикін Микола Володимирович, нар. 22 травня 1971, м. Глухів) — військовослужбовець ЗСУ. Загинув внаслідок ворожого удару FPV-дроном. Похований 13 липня 2025 у Глухові.
18. 18 липня, с. Новомихайлівка Краматорського району Донецької обл., Колівер Сергій Григорович, нар. 28 серпня 1988, с. Обложки Глухівського району (з 2016 р. — Березівської сільської ради), проживав у с. Полошки (з 2020 р. - Глухівської міської ради)) — військовослужбовець ЗСУ. Похований 2 серпня 2025 у с. Полошки.
19. 20 липня, помер в лікарні внаслідок важких поранень, отриманих від удару FPV-дрона на Харківщині, Акулін Дмитро Миколайович, нар. 22 січня 1986, с. Заруцьке Глухівського р-ну) — військовослужбовець ЗСУ. Похований 26 липня 2025 у Глухові.
20. 2 серпня, на Сумському напрямку, Зелюкін Олексій Анатолійович, нар. 29 березня 1978, с. Кучерівка Глухівського району (з 2020 року — в складі Есманської міської громади Шосткинського району). Мешкав у м. Бориспіль. Похований 19 серпня 2025 на Алеї Героїв Рогозівського кладовища (м. Бориспіль).

## Випускники ЗВО м. Глухова
У ході російсько-української війни зростає число загиблих випускників ЗВО м. Глухова:
- Абрамчук Віталій Васильович (1983—2022)
- Авраменко Юрій Олександрович (1993—2022)[109]
- Ананьєв Сергій Олександрович (1983—2024)
- Аносов Ігор Анатолійович (1975—2023)[48]
- Антоненко Сергій Миколайович (1988—2022)[110][111]
- Асмаковський Микола Михайлович (псевдо «Морті») (1997—2022)
- Білевич Ігор Володимирович (1971—2022, викладач)
- Бережний Віталій Дмитрович (2001—2022)
- Блохін Сергій Олександрович (1992—2023)[79]
- Бондаренко Данило Олександрович (1990—2023)[38]
- Бузовський Володимир Олександрович (1992—2018)
- Вавелюк Сергій Володимирович (1992—2024)
- Веретьонник Ігор Олексійович (2001—2023)
- Вознюк Олександр Олегович (1992—2017)
- Волк Андрій Васильович (1975—2023)[74]
- Волошин Олег Валерійович (1994—2022)
- Габелко Сергій Олександрович (1976—2023?)
- Гладушка Роман Миколайович (1981—2023)
- Громак Василь Миколайович (1973—2023)[73]
- Демченко Олександр Іванович (1987—2022)[112]
- Дорошенко Віталій Миколайович (1992—2022)
- Іваницький Олександр Григорович (1978—2023)[46]
- Єрмоленко Олександр Павлович (1992—2023)
- Жук Олександр Віталійович (1983—2023)
- Жуль Олександр Володимирович (2000—2022)[113]
- Загута Юрій Григорович (1991—2023)[71][72]
- Залужний Андрій Миколайович (1996—2022)[114]
- Іващенко Михайло Валерійович (1993—2024)
- Кабаєв Микола Володимирович (1988—2023)[78]
- Ковальчук Євген Володимирович (1992—2022)
- Кочубей Іван Павлович (1989—2024)
- Кривенко Іван Іванович (1987—2023)
- Крушельницький Володимир Романович (1986—2023)[34][35]
- Куропатенко Андрій Олегович (1987—2024)
- Курятник Віталій Володимирович (1985—2023)[65][66][115]
- Литвиненко Олег Ігорович (1998—2023)[116]
- Лукунін Сергій Віталійович (1993—2022)
- Максимов Микола Валерійович (1987–2022)
- Мозговий Андрій Леонідович (1984—2024)
- Нечипоренко Максим Олександрович (1996—2023)[117][118][119]
- Овчинніков Микола Вадимович (1993—2024)
- Пархоменко Андрій Олександрович (1980—2024)[80]
- Пластун Богдан Ігорович (1995—2022)
- Подставка Євгеній Іванович (1984—2022)
- Понирко Володимир Миколайович (1975—2024)
- Приймачок Олександр Петрович (1978—2023)[120]
- Приймачок Юрій Петрович (1988—2023)[121][122]
- Проневич Сергій Іванович (1991—2022)[123][124]
- Рознятовський Олександр Володимирович (1987—2023)[125][126]
- Рябцев Дмитро Анатолійович (1982—2024)
- Свіргун Ольга Анатоліївна (1988—2023)
- Сердюк Олександр Олександрович (1981—2022)[127][128]
- Сидоренко Руслан Петрович (1977—2023)
- Скоренцов Валерій Анатолійович (1987—2022)
- Следюк Сергій Володимирович (1982—2024, позивний «Київ»)
- Сліпушко Микола Юрійович (1979—2024)
- Стукало Антон Сергійович (1998—2024)
- Ступаченко Олександр Олександрович (1986—2022)[129]
- Табірца Іван Іванович (1989—2023)[130][131]
- Тищенко Олег Олександрович (1977—2024)
- Тригуб Станіслав Вікторович (1997—2022)[132]
- Тюльпа Ігор Володимирович (1990—2023)
- Хиро Володимир Юрійович (1972—2023)
- Федько Богдан Олександрович (1996—2022)
- Чалий Віталій Володимирович (1976—2022)
- Черненко Денис Вікторович (1990—2022)
- Ціленко Валерій (1993—2025)
- Щербаков Денис Сергійович (1986—2022)

## Загиблі випускники Глухівського НПУ ім. О. Довженка

### 2017
1. Вознюк Олександр Олегович (нар. 12 січня 1992 — пом.. 2 березня 2017) — український військовослужбовець морської піхоти, молодший сержант Військово-морських сил Збройних сил України, учасник російсько-української війни. 2011 року вступив до Глухівського національного педагогічного університету імені Довженка, на факультет фізико-математичної і природничої освіти. Після першого курсу у 2012 році пішов на строкову військову службу, згодом підписав контракт. Війна застала Олександра в Криму, в с. Перевальне Сімферопольського району, де він проходив службу у 36-ій окремій бригаді берегової оборони, коли російські війська почали захоплення території Криму. Залишився вірним військовій присязі і разом з іншими військовослужбовцями виїхав на материкову частину України. З 2014 року захищав Батьківщину на східному фронті. Загинув 2 березня 2017 року внаслідок підриву САУ на фугасі в районі між смт Талаківка та окупованим селом Пікузи (колишнє Комінтернове) Волноваського району на Донеччині. Кавалер ордена «За мужність» III ступеня (2017, посмертно).

### 2018
1. Бузовський Володимир Олександрович (нар. 27 січня 1992 — пом.. 23 вересня 2018) — старший сержант Збройних сил України, учасник російсько-української війни. У 2014—2015 рр. служив за мобілізацією в НГУ. З 2016 року знову проходив військову службу за контрактом. У вересні 2017 року вступив на факультет педагогіки та психології Глухівського національного педагогічного університету імені Довженка. Загинув ввечері 23 вересня 2018 року внаслідок прямого влучення снаряду поблизу смт Луганське Бахмутського району на Донеччині. Обгоріле тіло військовика було знайдене 25 вересня у бліндажі, за 160 метрів від лінії розмежування. Кавалер ордена «За мужність» III ступеня (2019, посмертно).

### 2022
1. Свіргун Ольга Анатоліївна (19 січня 1988 — 25 лютого 2022) — українська військовослужбовиця 9 ОМПБ «Вінницькі скіфи» 59-ї окремої мотопіхотної бригади Сухопутних військ ЗС України. Навчалась у Глухівському національному педагогічному університеті, де здобула спеціальність вчительки молодших класів. У 2019 році вирішила присвятити життя військовій справі, проходила військову службу в складі 9 ОМПБ «Вінницькі скіфи» 59-ї окремої мотопіхотної бригади Сухопутних військ Збройних Сил України на Херсонщині. Загинула у перший день російського вторгнення в Україну, 24 лютого 2022 року, при виконанні бойового завдання, разом з побратимами потрапила у ворожу засідку в районі м. Олешки. Кавалер ордена «За мужність» III ступеня (2022, посмертно).
2. Проневич Сергій Іванович (5 червня 1991 — 12 березня 2022) — тренер-викладач спортивного клубу «Олімпієць» Боромлянської сільської ради. Закатований росіянами 12 березня 2022 року в Боромлі на Охтирщині. Випускник факультету дошкільної освіти за спеціальністю 014 Середня освіта (Фізична культура). Кавалер ордена «За мужність» III ступеня (2022, посмертно).
3. Абрамчук Віталій Васильович (12 травня 1983 — 13 березня 2022) — штаб-сержант Державної прикордонної служби України. Закінчив Глухівський національний педагогічний університет імені Олександра Довженка у 2006 році. Загинув 13 березня 2022 року в складі зведеної бойової групи прикордонників під час бою з російською піхотою на околицях села Стара Краснянка Кремінської міської територіальної громаді Сєвєродонецького району на Луганщині. Кавалер ордена «За мужність» III ступеня.
4. Силко Ірина (нар. 7 лютого 1997 — пом. 14 березня 2022) — уродженка с. Сосниця, закінчила університет за спеціальністю 053 Психологія. Працювала менеджеркою одного з київських ресторанів. Загинула 14 березня 2022 року в с. Загребелля на Чернігівщині. Авто, в якому вона їхала додому з села Шестовиця в Чернігів, розстріляли російські військові[133][134].
5. Лукунін Сергій Віталійович (13 лютого 1993 — 16 березня 2022) — старший лейтенант Збройних сил України, учасник російсько-української війни. У 2015 році закінчив дошкільний факультет Глухівського національного педагогічного університету імені Довженка за спеціальністю 014 Середня освіта (Фізична культура). Загинув 16 березня 2022 року беручи участь у обороні Миколаєва. Лицар ордена Богдана Хмельницького III ступеня (2022, посмертно).
6. Кучерук Олексій Олександрович («Лесик»; 29 березня 1988, с. Гавришівка колишнього Барського району Вінницької обл. — 28 квітня 2022) — старший солдат Збройних сил України, учасник російсько-української війни. Здобув фах вчителя образотворчого мистецтва та праці у Барському гуманітарно-педагогічному коледжі. Потім закінчив Глухівський національний педагогічний університет, отримав спеціальність практичного психолога. З лютого 2022 року служив водієм понтонного відділення у 70-му центрі інженерного забезпечення Збройних Сил України (в/ч А0853). Загинув під час виконання бойового завдання під містом Ізюм на Харківщині. Кавалер ордена «За мужність» III ступеня (2022, посмертно)[135][136][137].
7. Максимов Микола Валерійович (нар. 18 липня 1987 — пом. 6 травня 2022) — український військовий, сержант 15-го окремого мотопіхотного батальйону «Суми» 58-ї окремої мотопіхотної бригади імені гетьмана Івана Виговського Збройних Сил України, учасник російсько-української війни, який загинув у ході російського вторгнення в Україну 6 травня 2022 року поблизу м. Попасної (з 2020 р. — Попаснянської міської громади Сєвєродонецького району) на Луганщині під час мінометного обстрілу. У 2018 році вступив на дошкільний факультет Глухівського національного педагогічного університету імені Довженка, який закінчив за спеціальністю 014 Середня освіта (Фізична культура). Кавалер ордена «За мужність» III ступеня (2022, посмертно).
8. Тригуб Станіслав Вікторович (нар. 10 лютого 1997, Нехаївка, Коропська громада, Сумська область — пом. 11 травня 2022) — український військовослужбовець. Навчався на факультеті природничої і фізико-математичної освіти Глухівського НПУ ім. О. Довженка (учитель фізики, математики та інформатики). Загинув під Луганськом. Кавалер ордена «За мужність» III ступеня[138][139][140].
9. Сердюк Олександр Олександрович (4 травня 1981 — 1 червня 2022) — військовослужбовець 16-го окремого мотопіхотного батальйону, закінчив Глухівський національний педагогічний університет імені Олександра Довженка. Загинув 1 червня 2022 року біля села Покровське Бахмутської міської громади Донецької області. Кавалер ордена «За мужність» III ступеня (2023).
10. Тищенко Ігор Володимирович (нар. 17 жовтня 1998 — пом. 2 червня 2022) — лейтенант 16-го окремого мотопіхотного батальйону 58-ї окремої мотопіхотної бригади. У 2022 році закінчив дошкільний факультет Глухівського національного педагогічного університету імені Довженка за спеціальністю 014 Середня освіта (Фізична культура). Загинув 2 червня 2022 року під час обстрілу ворожими російськими військами в районі села Покровське Бахмутської міської громади Донецької області. Лицар ордена Богдана Хмельницького III ступеня.
11. Волошин Олег Валерійович (нар. 11 серпня 1994 — пом. 20 липня 2022) — старший лейтенант поліції поліцейського взводу № 1 роти № 4 батальйону № 3 УПП у місті Києві Департаменту патрульної поліції. Навчався на факультеті природничої і фізико-математичної освіти Глухівського НПУ ім. О. Довженка. Загинув 20 липня 2022 року під Соледаром на Донеччині унаслідок обстрілу, виконуючи бойове завдання[141][142].
12. Антоненко Сергій Миколайович (20 грудня 1988 — 29 серпня 2022) — доброволець полку «Азов» (позивний «Прапор»), навчався у ППК ГНПУ, а у 2014 році здобув вищу освіту в Глухівському національному педагогічному університеті імені Олександра Довженка. Загинув під час виконання бойового завдання внаслідок артилерійських ударів у Запорізькій області 29 серпня 2022 року.[143][144].
13. Білевич Ігор Володимирович (4 жовтня 1971 — 29 вересня 2022) — український майстер-різьбяр на дереві, педагог, викладач Глухівського національного педагогічного університету імені Олександра Довженка, закінчив Глухівський педагогічний інститут у 1993 році. Загинув 29 вересня 2022 року під селищем Ямпіль на Донеччині[145][146].
14. Салій Олександр Геннадійович (9 вересня 1997 — 20 жовтня 2022) — військовослужбовець Збройних сил України, доброволець, учасник російсько-української війни. Навчався на факультет педагогіки та психології Глухівського національного педагогічного університету імені Довженка. Загинув 20 жовтня 2022 року внаслідок вибухового поранення, несумісного з життям[147][148].
15. Панюта Віталій Володимирович (29 жовтня 1978 — 24 жовтня 2022) — солдат 53-ї окремої механізованої бригади ЗСУ. Закінчив Глухівський національний педагогічний університет імені Олександра Довженка. Загинув 24 жовтня 2022 року під час виконання бойового завдання в бою поблизу Бахмута на Донеччині. Кавалер ордена «За мужність» III ступеня (2023, посмертно).
16. Скоренцов Валерій Анатолійович (14 липня 1987 — 8 листопада 2022) — майстер спорту України з панкратіону, майстер спорту міжнародного класу з військово-спортивного багатоборства, український військовий, що трагічно загинув під час російського вторгнення в Україну 2022 року, в 2013 році закінчив Глухівський національний педагогічний університет імені Олександра Довженка. Загинув 8 листопада 2022 року в бою з російським окупантом на Херсонщині.
17. Асмаковський Микола Михайлович (псевдо «Морті») (2 січня 1997 — 11 листопада 2022) — український військовий, що трагічно загинув під час російського вторгнення в Україну 2022 року, в 2020 році закінчив Глухівський національний педагогічний університет імені Олександра Довженка за спеціальністю 014 Середня освіта (Історія та правознавство). З початком повномасштабної війни ніс військову службу в складі 3-го батальйону оперативного призначення «Свобода» 4-ї бригади оперативного призначення НГУ. Загинув 11 листопада 2022 року в битві за Бахмут[149][150]. Кавалер ордена «За мужність» III ступеня (2022, посмертно).
18. Пластун Богдан Ігорович (11 серпня 1995 — 20 листопада 2022) — український військовий, що трагічно загинув під час російського вторгнення в Україну 2022 року. Після закінчення школи вступив до Глухівського педагогічного університету за спеціальністю фізичного виховання, після закінчення у 2017 році підписав контракт. Загинув у ДТП поблизу села Славне в Запорізькій області 20 листопада 2022 року[151][152].
19. Криступас Олександр Вітавтасович («Литовець»; 4 вересня 1993 — 20 листопада 2022) — український військовий, що трагічно загинув під час російського вторгнення в Україну 2022 року. У 2016 році закінчив Глухівський державний педагогічний університет ім. О. Довженка, отримавши диплом вчителя інформатики та фізики. Після 24 лютого 2022 року вступив до лав ЗСУ та потрапив до складу військової частини А4569. 20 листопада 2022 під час виконання бойового завдання під Бахмутом загинув. Поховали бійця на кладовищі рідного села Забілівщина на Борзнянщині[153][154].

### 2023
1. Табірца Іван Іванович (24 грудня 1989 — 5 січня 2023) — санітарний інструктор медичного пункту 61 ОМБр, учасник АТО, закінчив Глухівський національний педагогічний університет імені Олександра Довженка. Загинув 5 січня 2023 року під час бойових дій у Соледарі на Донеччині[155][156].
2. Нечипоренко Максим Олександрович (нар. 6 липня 1996 — 27 січня 2023) — український військовослужбовець. Після закінчення Глухівського агротехнічного інституту імені С. А. Ковпака Сумського національного аграрного університету (2017) навчався на ОС Магістр у Глухівському національному педагогічному університеті імені Олександра Довженка. Ніс службу у лавах Державної прикордонної служби України в Сумському загоні, а згодом долучився до колективу Луганського прикордонного загону імені Героя України полковника Євгенія Пікуса. Загинув 27 січня 2023 року поблизу с. Іванівське Бахмутської міської громади Донецької області. Кавалер ордена «За мужність» III ступеня[157], медаль «Захиснику Вітчизни»[158][159]).
3. Коваленко Юрій Олександрович (нар. 22.03.1966 — пом. 14 березня 2023) — український археолог, кандидат історичних наук. Загинув 14 березня 2023 року поблизу с. Кузьмине на Луганщині.
4. Приймачок Юрій Петрович («Сокіл»; нар. 4 квітня 1988 — пом. 22 травня 2023) — український військовослужбовець, випускник Глухівського національного педагогічного університету імені Олександра Довженка (ОС Магістр). Загинув поблизу с. Іванівське під Бахмутом Донецької області. Похований у рідному селі Уздиця на Глухівщині[160].
5. Терещенко Віталій Вікторович («Терьоха»; нар. 1 березня 1989 — пом. 22 травня 2023) — український військовослужбовець, майстер-сержант ДПСУ, випускник Глухівського національного педагогічного університету імені Олександра Довженка за спеціальністю «Учитель фізичної культури та валеології» (2012). Загинув поблизу смт Велика Писарівка, похований 14 червня 2023 у м. Суми.
6. Рознятовський Олександр Володимирович («Розя»; нар. 13 лютого 1987 у м. Білопілля — пом. 26 травня 2023) — український військовослужбовець, у 2004 році вступив на педагогічно-інженерний факультет Глухівського національного педагогічного університету імені Олександра Довженка, який закінчив у 2009 році за спеціальністю «Механізація та гідромеліорація сільського господарства». Загинув від підриву дроном-камікадзе 26 травня 2023 року поблизу м. Куп'янська на Харківщині[161].
7. Заболотний Сергій Миколайович (1989 — 13 червня 2023) — майстер лісу Голубівського лісництва філії «Свеське лісове господарство», у 2012 році закінчив Глухівський національний педагогічний університет імені Олександра Довженка за спеціальністю «Фізичне виховання». Загинув від обстрілу ворожої ДРГ під час російського обстрілу в автомобілі УАЗ по лісовій дорозі з села Стара Гута до Голубівки у Середино-Будській громаді, загинули шість працівників Свеського лісового господарства[162][163].
8. Єрмоленко Олександр Павлович (15 лютого 1992 — 5 липня 2023) — старший лейтенант, начальник мінометної прикордонної застави Житомирського прикордонного застави ДПСУ, чемпіон України з військового біатлону. Закінчив професійно-педагогічний коледж Глухівського національного педагогічного університету імені Олександра Довженка. Кавалер ордена «За мужність» III ступеня.
9. Кривенко Іван Іванович (нар. 05.07.1987 — 17 липня 2023) — штаб-сержанта Державної прикордонної служби України. Закінчив професійно-педагогічний коледж Глухівського національного педагогічного університету імені Олександра Довженка. Кавалер ордена «За мужність» III ступеня.
10. Дорошенко Руслан Алієвич (30 жовтня 1988 — 25 липня 2023) — український військовослужбовець, сапер інженерно-саперного відділення 2 інженерно-саперного взводу військової частини А4049. У 2010 році закінчив Глухівський національний педагогічний університет імені Олександра Довженка та здобув кваліфікацію бакалавра педагогічної освіти, вчителя фізичної культури і валеології, керівника спортивних секцій та організатора туристичної роботи. Загинув поблизу села Терни Донецької області[164].
11. Бондаренко Данило Олександрович (7 грудня 1990 — 29 липня 2023) — український військовослужбовець, випускник Глухівського національного педагогічного університету імені Олександра Довженка[165][166].
12. Солонинка Оксана Вікторівна (1990 — 23 серпня 2023) — український педагог, заступниця директора, вчителька початкових класів Роменської ЗОШ № 8, уродженка с. Хмелів Роменського району. Закінчила Путивльський педагогічний фаховий коледж, а в 2013 році — Навчально-науковий інститут педагогіки та психології Глухівського національного педагогічного університету імені Олександра Довженка за спеціальністю «Початкова освіта», а також здобула ступінь магістра психології.
13. Аносов Ігор Анатолійович (6 вересня 1975 — 10 вересня 2023) — український військовослужбовець, випускник Глухівський національний педагогічний університет імені Олександра Довженка (навчався заочно)[48].
14. Сидоренко Руслан Петрович (26 травня 1977 — 19 жовтня 2023) — військовослужбовець ЗСУ, випускник Глухівського державного педагогічного інституту, загинув поблизу села Першотравневе Куп'янського району Харківської області. Похований 25 жовтня 2023 на Алеї Слави Ново –Баранівського кладовища м. Суми.
15. Габелко Сергій Олександрович (1976 — 28 жовтня 2023) — військовослужбовець ЗСУ, випускник Глухівського державного педагогічного інституту за спеціальністю «Фізика і трудове навчання»[167].
16. Курятник Віталій Володимирович (18 березня 1985 — 3 листопада 2023) — військовослужбовець ЗСУ, випускник професійно-педагогічного коледжу ГНПУ та агротехнічного коледжу в Глухові[168]
17. Загута Юрій Григорович (1 лютого 1991 — 23 листопада 2023) — військовослужбовець НГУ, закінчив Глухівську ЗОШ № 2, навчався у місцевому агроколеджі, закінчив Глухівський національний педагогічний університет імені Олександра Довженка[169][170].
18. Кабаєв Микола Володимирович (11 березня 1988 — 21 грудня 2023) — військовослужбовець ЗСУ, закінчив Глухівську НВК № 4, навчався у ВПУ, у колежді СНАУ та закінчив Глухівський національний педагогічний університет імені Олександра Довженка[171].

### 2024
1. Вавелюк Сергій Володимирович (5 травня 1992 — 21 січня 2024) — військовослужбовець ЗСУ, уродженець Шостки, кулеметник батальйону спецпризначення «Донбас», молодший сержант. Закінчив Глухівський національний педагогічний університет імені Олександра Довженка за спеціальністю Середня освіта (Фізична культура), грав у футбол.
2. Кочубей Іван Павлович (23 червня 1989 — 12 березня 2024) — військовослужбовець ЗСУ (старший сержант противотанкового взводу), уродженець Глухова, навчався у Глухівському університеті (викладач англійської та німецької мов, 2011). Загинув поблизу с. Тоненьке Покровського району на Донеччині.
3. Стукало Антон Сергійович (21 вересня 1998 — 7 травня 2024) — лейтенант ЗСУ, український військовий, що трагічно загинув під час російського вторгнення в Україну 2022 року, в 2019 році закінчив ГНПУ (перевівся на заочне відділення в 2017 році, спеціальність Серядня освіта (Фізичне виховання)).
4. Тищенко Олег Олександрович (30 жовтня 1977 — 14 травня 2024) — військовослужбовець ЗСУ, уродженець с. Уздиця Глухівського району. Закінчив Глухівський НПУ ім. О. Довженка за спеціальністю вчитель трудового навчання. Загинув на Харківському напрямку.
5. Шекула Анатолій Миколайович (2 червня 1979 — 12 червня 2024) — військовослужбовець ЗСУ в складі 47 окремої механізованої бригади «Магура», уродженець с. Фастівка Білоцерківського району. Закінчив Глухівський НПУ ім. О. Довженка за спеціальністю вчитель початкових класів. Працював вчителем молодших класів у Бахмацькій гімназії. Загинув на Авдіївському напрямку.
6. Следюк Сергій Володимирович (18 липня 1982 — 18 липня 2024, позивний «Київ») — молодший сержант, командир 3-го стрілецького відділення 3-го стрілецького взводу 2-ї стрілецької роти 65-го (Стрийського) батальйону 103-ї окремої бригади територіальної оборони імені митрополита Андрея Шептицького (в/ч А7077), у 1999-2004 рр. навчався у Глухівському державному педагогічному університеті імені Олександра Довженка за фахом учителя трудового навчання, основ підприємництва, креслення та безпеки життєдіяльності.
7. Ананьєв Сергій Олександрович (4 серпня 1983 — 24 липня 2024) — військовослужбовець ЗСУ, уродженець Глухова, випускник Професійно-педагогічного фахового коледжу ГНПУ ім. О. Довженка (електрик), загинув поблизу с. Північне Бахмутського рацйону Донецької області[172].
8. Рябцев Дмитро Анатолійович (29 грудня 1982 — 31 серпня 2024) — військовослужбовець ЗСУ, уродженець Глухова, випускник Професійно-педагогічного фахового коледжу ГНПУ ім. О. Довженка[173].
9. Овчинніков Микола Вадимович (18 лютого 1993 — 10 вересня 2024) — військовослужбовець ЗСУ, уродженець Глухова, випускник Глухівського національного педагогічного університету ім. О. Довженка, де здобув спеціальність вихователя дошкільного закладу.
10. Мотильов Олександр Олександрович (23 жовтня 1995 — 28 вересня 2024) — військовослужбовець ЗСУ, випускник професійно-педагогічного коледжу Глухівського НПУ ім. О. Довженка (2018) за спеціальністю вчителя фізичної культури. Загинув поблизу с. Васюківка Бахмутського району на Донеччині. Поховали 5 жовтня 2024 у рідному с. Шатрищі Ямпільської селищної громади[174].
11. Гурінов Олександр Вікторович (3 березня 1998 — 23 жовтня 2024) — військовослужбовець ЗСУ, випускник професійно-педагогічного коледжу Глухівського НПУ ім. О. Довженка. Загинув на Курському напрямку, похований у м. Буринь[175].
12. Куропатенко Андрій Олегович (23 жовтня 1987 — 10 листопада 2024) — військовослужбовець ЗСУ, випускник Глухівського НПУ ім. О. Довженка (спеціальність — учитель фізичної культури).
13. Сліпушко Микола Юрійович (19 грудня 1979 — 14 листопада 2024) — військовослужбовець ЗСУ, уродженець Глухова, випускник Глухівського національного педагогічного університету ім. О. Довженка, де здобув спеціальність викладача фізико-математичної освіти та інформатики.
14. Плахов Олександр Валерійович (13 січня 1993 — 26 листопада 2024) — військовослужбовець ДПСУ, уродженець с. Первомайське (з 2024 р. — Янівка), випускник ДПСУ професійно-педагогічного коледжу Глухівського національного педагогічного університету, загинув у м. Суми.
15. Іващенко Михайло Валерійович (10 лютого 1993 — 24 грудня 2024) — військовослужбовець ЗСУ, уродженець Шостки, випускник Глухівського національного педагогічного університету ім. О. Довженка, де здобув спеціальність учителя трудового навчання, похований у Шостці 5 січня 2025 року[176].

### 2025
1. Ціленко Валерій (20 березня 1993 — 24 січня 2025) — військовослужбовець ЗСУ, уродженець Коропа на Чернігівщині, випускник Глухівського національного педагогічного університету ім. О. Довженка, де здобув спеціальність учителя фізичної культури (2015), працював учителем в Іванківській школі Понорицької громади, багаторазовий чемпіон Чернігівщини з боксу, медаліст чемпіонатів всеукраїнських фізкультурно-спортивних товариств, учасник чемпіонатів України. Загинув на Харківщині.
2. Артамонов Олександр Миколайович («Арчі») (28 травня 1980 — 19 березня 2025) — військовослужбовець ЗСУ, випускник професійно-педагогічного коледжу Глухівського НПУ ім. О. Довженка та Глухівської загальноосвітньої школи № 2.
3. Шкурко Олександр Миколайович (12 березня 1980 — 4 квітня 2025) — військовослужбовець ДПСУ, випускник професійно-педагогічного коледжу Глухівського НПУ ім. О. Довженка та Глухівської загальноосвітньої школи № 2.
4. Новиков Олександр Миколайович (28 серпня 1986 — 9 квітня 2025) — військовослужбовець ЗСУ, випускник професійно-педагогічного коледжу Глухівського НПУ ім. О. Довженка.
5. Нібак Олексій Васильович (29 березня 1997 — 20 квітня 2025) — військовослужбовець ЗСУ, випускник дошкільного факультету Глухівського національного педагогічного університету ім. О. Довженка за спеціальністю фізична культура, працював у закладі загальної середньої освіти с. Мутин на посаді вчителя фізичної культури. З грудня 2022 року служив у Хмельницькій частині Сил спеціальних операцій, молодший сержант. Загинув на Курщині 20 квітня 2025 року. Поховали Героя на Алеї Слави кладовища в мікрорайоні Ракове м. Хмельницький[177].
6. Забіяка Сергій Петрович (5 вересня 1982 — 3 червня 2025) — військовослужбовець ЗСУ, випускник Глухівського державного педагогічного університету (2007). Загинув виконуючи бойове завдання у Запорізькій області. Поховали 7 червня 2025 на Алеї Пам'яті й Надії по вул. Зелена у м. Кролевець[178].
7. Кльопов Володимир Вікторович (21 березня 1983 — 7 червня 2025) — військовослужбовець ЗСУ, випускник професійно-педагогічного коледжу Глухівського НПУ ім. О. Довженка.
8. Колівер Сергій Григорович (28 серпня 1988 - 18 липня 2025) — військовослужбовець Третьої штурмової бригади ЗСУ, загинув поблизу с. Новомихайлівка Краматорського району на Донеччині, випускник факультету технологічної та професійної освіти Глухівського національного педагогічного університету ім. О. Довженка за фахом вчитель трудового навчання та інформатики.